# Tang Tö-cung kínai császár
Tang Tö-cung (742. május 27. – 805. február 25.) kínai császár 779-től haláláig.
II. Tang Taj-cung fiaként született, és édesapja halála után lépett a trónra. Ugyan elődeihez és utódaihoz képest hosszan, 27 éven át uralkodott, ennyi idő alatt sem volt képes saját befolyása alá vonni a tartományi hadurakat, akik semmibe vették rendeleteit. Uralkodása második felében a kormányzást az eunuchokra bízta.
Tö Cung költőként is ismert volt, és a minisztereinek küldött utasításait gyakran versbe szedte. 805-ben, 62 éves korában hunyt el. A trónon fia, Sun Cung követte.